# سیاست در گرجستان
سیاست در گرجستان را یک جمهوری دموکراتیک پارلمانی (نظام پارلمانی) با یک سیستم چند حزبی تشکیل می‌دهد. رئیس‌جمهور گرجستان به عنوان رئیس تشریفاتی کشور و نخست‌وزیر گرجستان به عنوان رئیس دولت فعالیت می‌کند. قدرت اجرایی در اختیار نخست‌وزیر و دولت است. قدرت قانون‌گذاری نیز میان دولت و پارلمان تک‌مجلسی گرجستان تقسیم شده است.
از نظر سیاسی کشور گرجستان یک جمهوری و حکومت متمرکز به شمار می‌آید هرچند استان آجارا بخشی از حقوق خودمختاری خود را حفظ کرده اما حکومت مرکزی قدرت کامل را بر این منطقه در دست دارد. آبخازیا و اوستیای جنوبی که در دوران حکومت شوروی خودمختاری داشتند، در دهه ۱۹۹۰ به طور یکجانبه از گرجستان جدا شدند. تا سال ۲۰۱۶، دولت گرجستان آبخازیا را به عنوان یک منطقه خودمختار در داخل گرجستان به رسمیت می‌شناسد، اما اوستیای جنوبی را فاقد هرگونه وضعیت ویژه می‌داند.
قدرت قانونگذاری نیز به دولت و هم در به پارلمان واگذار شده است. پس از انقلاب گل رز سال ۲۰۰۳، جنبش ملی - دموکرات‌ها بر سیستم حزب حاکم شدند. پس از سقوط شوروی و استقلال گرجستان پس از اولین انتخابات پارلمانی دموکراتیک چند جانبه و دموکراتیک در ۲۸ اکتبر ۱۹۹۰، به جمهوری دموکراتیک تبدیل شد.
از اوایل دهه ۲۰۱۰، سیاست گرجستان با رقابت شدید بین دو حزب اصلی، “رؤیای گرجی” و “جنبش ملی متحد” شناخته می‌شود. در اوایل دهه ۲۰۲۰، پژوهشگران نگرانی‌هایی در مورد عقب‌گرد دموکراسی در گرجستان مطرح کردند.

## توسعه در سال‌های ۲۰۰۳ تا ۲۰۰۸

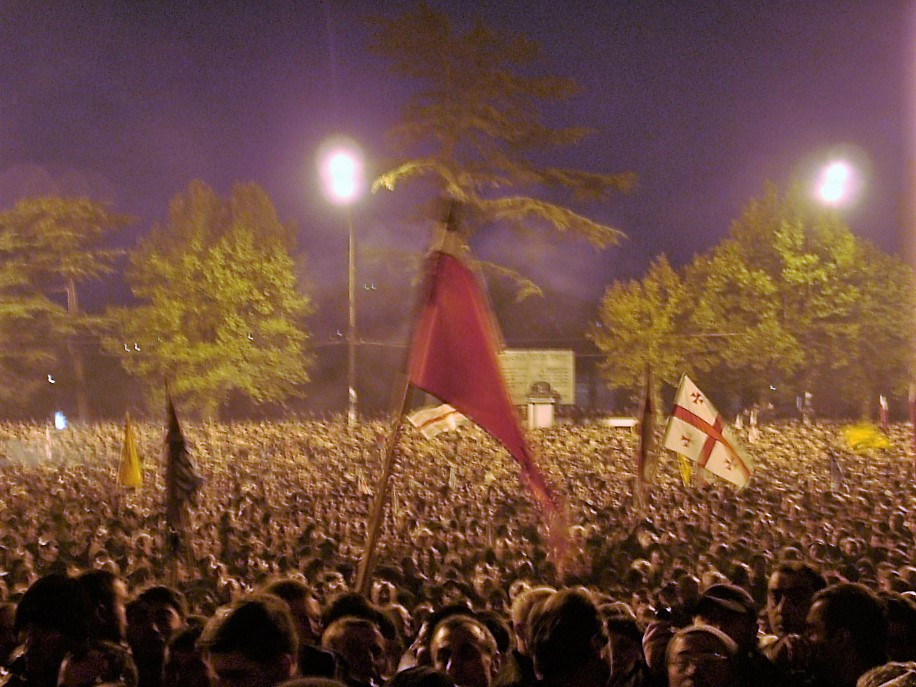
معترضان در جریان انقلاب گل رز در سال ۲۰۰۳ شب را در مقابل پارلمان در تفلیس می‌گذرانند

پس از استقلال گرجستان در سال ۱۳۷۰ (۱۹۹۱)، ادوارد شواردنادزه وزیر خارجه پیشین شوروی، به عنوان نخستین رئیس‌جمهور کشور برگزیده شد. گرجستان از همان زمان برسر جمهوری‌های خودمختار اوستیای جنوبی و آبخازیا با روسیه اختلاف داشت، چرا که روسیه اجازه نمی‌داد که گرجستان، حاکمیت خود را در این دو منطقه اعمال کند؛ ولی به دلیل ضعف گرجستان و نیز نزدیکی دولت وقت - به ویژه شخص شواردنادزه - به روسیه، این کشور تن به مصالحه با روسیه داد و پذیرفت که در امور جمهوری‌های خودمختار اوستیای جنوبی و آبخازیا دخالت نکند و با حضور نیروهای روسی در این دو منطقه مخالفتی نداشته باشد.
اما پس از انقلاب گل رز در سال ۱۳۸۲ در گرجستان که با پشتیبانی آمریکا صورت گرفت و منجر به برکناری دولت متمایل به روسیه و روی کار آمدن دولت غربگرای میخائیل ساکاشویلی شد، اوضاع سیاسی این کشور دگرگون شد. دولت جدید سیاست دوری از روسیه و نزدیکی به غرب (به ویژه آمریکا) را در پیش گرفت. همچنین این کشور خواهان عضویت در اتحادیه اروپا و ناتو شد.
در مرداد ۱۳۸۷ و هم‌زمان با بازی‌های المپیک تابستانی ۲۰۰۸ پکن، ارتش گرجستان برای بازگرداندن اوستیای جنوبی به خاک خود، به این منطقه یورش برد که با واکنش شدید روسیه مواجه شد و مجبور به عقب‌نشینی شد. اکنون روسیه تنها کشوری است که استقلال دو منطقهٔ آبخازیا و اوستیای جنوبی را به رسمیت شناخته است و با حضور نیروهای خود در این دو منطقه، عملاً کنترل آن‌ها را در دست دارد.

## قوه مجریه
ریاست اجرایی کشور در گرجستان را رئیس جمهور که از طریق رای مستقیم انتخاب می‌شود به مدت پنج سال برعهده دارد. براساس قانون اساسی، در مواقع اضطرار رئیس پارلمان جانشین قانونی رئیس جمهور خواهد بود. 

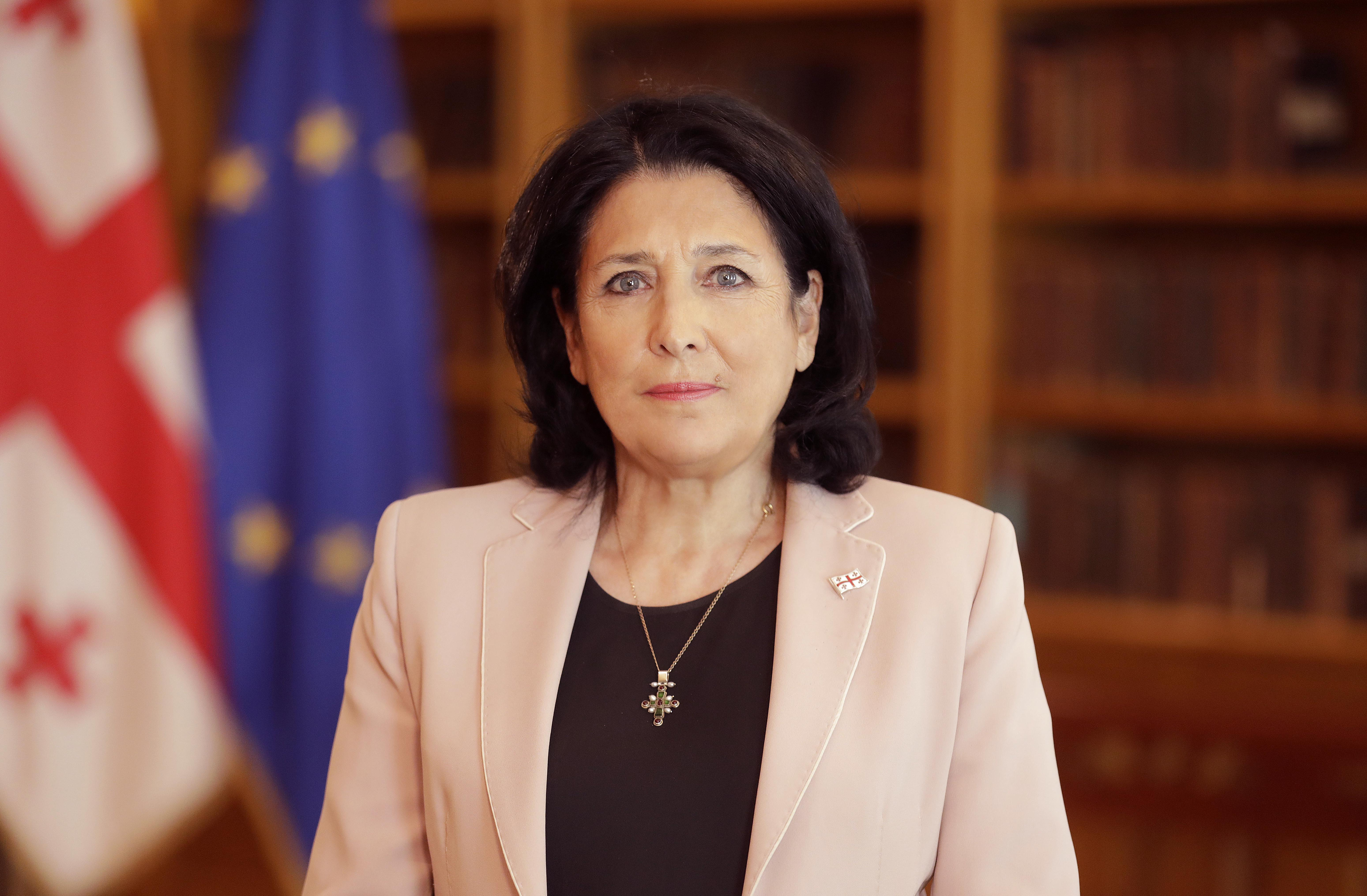
رئیس جمهور سالومه زورابشویلی

همچنین  رئیس جمهور نخست وزیر را منصوب می کند که به عنوان رئیس دولت فعالیت کند.
| سمت        | نام               | حزب           | آغاز به کار    |
| ---------- | ----------------- | ------------- | -------------- |
| رئیس جمهور | سالومه زوراب‌شویلی |               | ۱۶ دسامبر ۲۰۱۸ |
| نخست وزیر  | گیورگی گاخاریا    | رویای گرجستان | ۸ سپتامبر ۲۰۱۹ |

## قوه مقننه
پارلمان گرجستان (ساکارتولو پارلمنتی) ۱۵۰ کرسی دارد که نمایندگان مردم برای مدت چهار سال در جریان یک انتخابات، به پارلمان راه می‌یابند. ۷۷ کرسی را نمایندگان تناسبی و ۷۳ کرسی را نمایندگان حوزه‌های تک‌کرسی تشکیل می‌دهند.
در حال حاضر (اوت ۲۰۲۰) ریاست این پارلمان بر عهده آرچیل تالاکوادزه از حزب رویای گرجستان است.